# Rudolf Steiner
Rudolf Josef Lorenz Steiner, avstrijski filozof, pesnik, pisatelj, prevajalec, umetnik,* 27. februar 1861, Donji Kraljevec (Hrvaška), † 30. marec 1925, Dornach (Švica).
Steiner je bil začetnik antropozofije – znanosti o ljudski modrosti, antropozofske medicine, euritmije – (ozaveščeno gibanje telesa), biodinamičnega kmetijstva, Waldorfske šole.

## Življenje
Njegov oče Johan Baptiste Steiner je bil železniški uradnik, tako da so se v njegovih mladih letih pogosto selili. Pokrajina prvega doma staršev Steiner pa leži v današnji Sloveniji. Leta 1859 je pričel s službo na železniški postaji Prestranek in se naslednje leto 8. maja poročil s Franzisko Blie v Slavini.  Oče je poskrbel za njegovo osnovno izobrazbo. Poleti leta 1879 je maturiral in se vpisal na tedanjo Tehniško visoko šolo na Dunaju. Med njegovimi tamkajšnjimi profesorji je bil Edmund Reitlinger. Steiner je dobil nalogo urejanja Goethejevih znanstvenih del, s čimer se je seznanil z njegovim celostnim pogledom na svet. Doktoriral je iz filozofije z disertacijo »Resnica in znanost«. S pomočjo izkušenj, ki jih je opisoval kot spiritualne, je začel povezovati uradno znanost s tako imenovano duhovno znanostjo. Nekaj časa je bil član teozofskega društva, potem pa je leta 1912 ustanovil antropozofsko društvo in istega leta skupaj z Marie von Sievers utemelji novo obliko gibanja tako imenovano euritmijo. Leta 1913 odpre Goetheanum, šolo duhovne znanosti, v Dornachu v Švici.Projekt Goetheanum od leta 1910 do 1920 gradijo številni umetniki dvajsetih narodnosti, v tem času ima Steiner številna predavanja o umetnosti, arhitekturi in zgodovini. Goetheanum v silvesterski noči 1922/23 pogori. Novi Goetheanum je nastal v Dornachu pri Baslu. Leta 1919 je v Stuttgartu ustanovil prvo waldorfsko šolo.
Zapuščina dr.Rudolfa Steinerja je neprecenljiva in obsega približno 40 njegovih temeljnih knjig in 270 zvezkov z zapisi njegovih približno 6000 javnih predavanj.

## Antropozofija
Steiner je svojo antropozofijo želel uveljaviti kot objektivno znanost in jo ločiti od subjektivnih in osebnih stališč, kar ga razlikuje od drugih jasnovidcev. Za razliko od Edgarja Caycea, Steinerjevega sodobnika, ki je predstavljal le svoje poglede, je Steiner skušal svojo disciplino vzpostaviti kot urejen in neodvisen sistem logično utemeljenega mišljenja. Steiner je tako svoja spoznanja pojasnjeval z besedami, na primer: »duhovno zaznavo« ali »jasnovidno opazovanje je mogoče vzpostaviti ...«, iz preprostega pripovedovanja osebnih izkušenj. Steinerjev uvid je v veliki meri temeljil na, po njegovih lastnih trditvah, jasnovidnosti, torej na idejah, pridobljenih z opazovanjem metafizične realnosti. 
Njegove predstavitve so pogosto čustvene; poseben poudarek je dajal čustveni vpetosti v določen koncept. Pogosto je ugotavljal, da antropozofija »vsebuje žive misli, ki duši pomenijo več kot takrat, ko ji dajejo mrtve skice, imena in abstraktne pojme.« Rudolf Steiner svoja načela utemeljuje na edinstvenem vpogledu v naravo in naravo stvari. Čeprav je njegove glavne misli mogoče predstaviti v nekaj splošnih vrsticah, bi bilo za popoln celovit vpogled treba preučiti vsa njegova pisna dela in ustna predavanja, ki jih je imel kar šest tisoč (približno dva tisoč predavanj je ni bilo zabeleženo). 
Steinerjeve razlage in interpretacije so izjemno kompleksne in večplastne. Različne stvari gleda z več različnih zornih kotov in tako ustvari celotno sliko predmeta. V svojih predavanjih se pogosto dotika različnih področij in je tako predhodnik sodobnega interdisciplinarnega pristopa. Njegove interpretacije temeljijo na štirih osnovnih principih: fizičnem, eteričnem, astralnem in duhovnem principu. To je njegova osnovna delitev (čeprav ne edina), iz katere opisuje različne pojave.

## Njegova vloga v poljedelstvu
Steiner je leta 1924 organiziral Poljedelski tečaj za velike kmetovalce v Nemčiji, na katerem je opozoril na resne posledice uporabljanja kemičnih sredstev, umetnih gnojil in škropiv v poljedelstvu ter nespoštovanje naravnih ciklov v kmetijstvu, ki se je vse bolj industrializiralo. Trdil je, da »nadsončni« planeti, Mars, Jupiter in Saturn sevajo svoje sile – energijo globoko v zemljo, od koder jih kremenčaste kamenine sevajo nazaj v prst, v kateri rastlina korenini. Rastlina ima te sile na razpolago od »nadsončnih«planetov in jih vgradi v svoje plodove kot sile vitalnosti. Prav tako drugi »podsončni« planeti, Luna, Merkur in Venera, sevajo drugo vrsto energije, katero privlači nase apnenec v tleh. Rastline, ki sprejemajo to energijo, pridobijo z njo sposobnost tvorbe semen, ki dobro kalijo. Energije podsončnih planetov posredujejo sposobnost dobre reprodukcije ali »sile reprodukcije«. Delovanje so izmerili ob Sončevih mrkih. Steiner je predpostavljal, da imajo tako kot človek in živali tudi rastline neko svojo "osebnost" – posebnost. Na omenjenem poljedelskem tečaju je izjavil: »Konec tega stoletja bodo naša živila tako prazna, da za človekovo prehrano ne bodo več uporabna, polnila bodo le njegov želodec, a resnično prehranjevati človeka ne bodo več mogla«
Leto 1924 je tako začetek drugačnega poljedelstva, ki se imenuje biološko-dinamično poljedelstvo in ga je s t. i. setvenimi koledarji nadgradila Maria Thun. Razvija se kljub raznim težavam tudi v Sloveniji. Z druge strani je slišati očitke, da gre za okultno psevdoznanost.